# Peugeot Typ 183

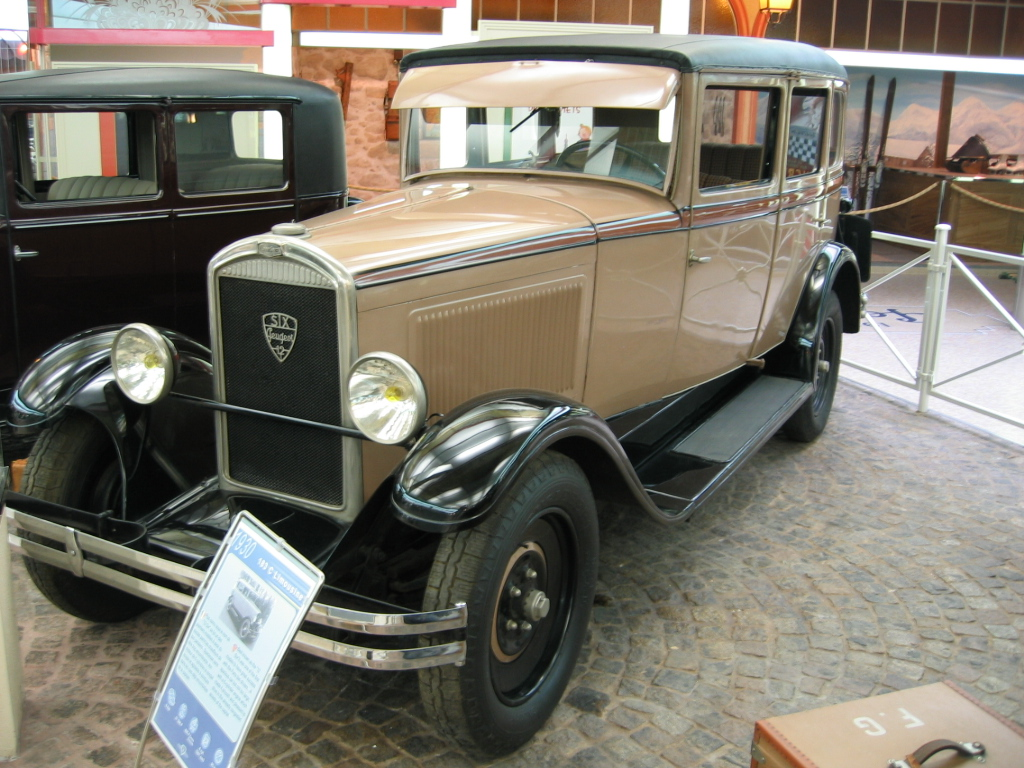
Peugeot Typ 183 im Peugeot-Museum Sochaux

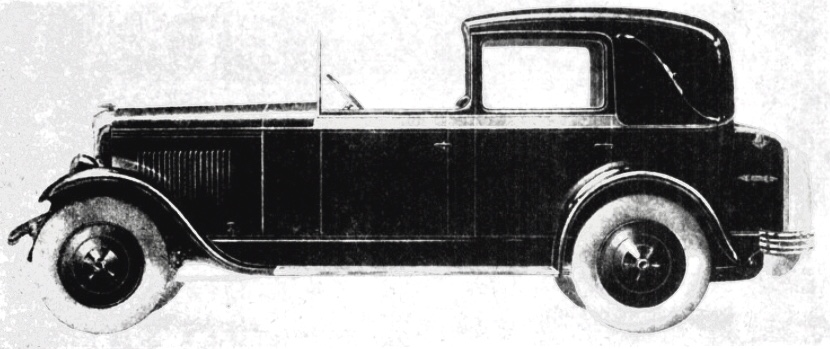
Peugeot Typ 183 Cabriolet um 1927

Der Peugeot Typ 183 ist ein Automodell des französischen Automobilherstellers Peugeot, von dem von 1927 bis 1931 in den Werken Audincourt und Sochaux 12.636 Exemplare produziert wurden.
Die Fahrzeuge besaßen einen Sechszylinder-Viertaktmotor, der vorne angeordnet war und über Kardan die Hinterräder antrieb. Der Motor leistete aus 1991 cm³ Hubraum mit 65 mm Bohrung und 100 mm Hub 38 PS bei den Modellen 183 und 183 A, 42 PS beim Modell 183 C und 47 PS beim Modell 183 D. Das Getriebe hatte drei Gänge. Im ersten Gang waren 19 Zähne mit 39 gepaart, im zweiten Gang 27 mit 31 und im dritten Gang 22 mit 36.
Die Modelle 183 und 183 A hatten bei einem Radstand von 299,2 cm und einer Spurbreite von 130,5 cm vorne bzw. 132 cm hinten eine Fahrzeuglänge von 458 cm, eine Fahrzeugbreite von 160 cm und eine Fahrzeughöhe von 180 cm. Die Karosserieformen Innenlenker, Coupé-Cabriolet und Allwettercabriolet boten Platz für vier bis sieben Personen. Die Modelle 183 C und 183 D hatten beim gleichen Radstand und gleicher Fahrzeuglänge eine Spurweite von 131,1 cm vorne bzw. 132,4 cm hinten, eine Fahrzeugbreite von 155 cm und eine Fahrzeughöhe von 178 cm. Innenlenker, Torpedo, Faux Cabriolet und Cabriolet mit vier bis fünf Sitzen standen zur Verfügung. Außerdem konnte man vier verschiedene Transportervarianten Type 1593 ordern mit Pritsche, Planenaufbau, als Kastenwagen oder teilverglastem Kofferaufbau. Die Zuladung lag bei 1200 kg. Der Radstand wurde bei diesen Fahrzeugen auf 3315 mm verlängert.